# Elizabeth Boleyn (hovdam)
Elizabeth Boleyn, född Wood, död efter 1536, var en engelsk hovfunktionär. Hon var hovdam åt drottning Anne Boleyn. 
Hon var gift med Anne Boleyns farbror, James Boleyn. Hon uppges ha haft en dålig relation med sin makes brorsdotter. När Anne Boleyn fängslades i maj 1536 utsågs fem kvinnor för att göra henne sällskap i Towern och rapportera till Towerns kommendant sir William Kingston – och genom honom till ministern Thomas Cromwell och därmed kungen – allt Anne Boleyn sade under hennes fångenskap. Dessa fem var Elizabeth Boleyn, Anne Shelton, Mary Kingston, Elizabeth Stoner och Margaret Coffin. Dessa fem beskrevs av sir William Kingston som "ärliga och goda kvinnor", men Anne Boleyn kommenterade att det var "en stor ovänlighet av kungen att runt mig placera personer jag aldrig har älskat" (hon fick dock även ta med sig sin favorit Margaret Lee, och tre manliga tjänare, som inte var placerade för att agera spioner). Elizabeth Boleyn och Mary Kingston var de två hovdamer som åtföljde Anne Boleyn till hennes rättegång 15 maj 1536.